# Dvodelni graf
Dvodelni graf (tudi bipartitni graf ali bigraf) je v teoriji grafov graf, ki se mu lahko točke razdeli v dve disjunktni množici {\displaystyle U\,} in {\displaystyle V\,} tako, da vsaka povezava povezuje točko iz množice {\displaystyle U\,} s točko v množici {\displaystyle V\,} (tudi obratno velja: vsaka povezava povezuje tudi točko iz {\displaystyle V\,} s točko v {\displaystyle U\,}). Tako se dobita dve neodvisni množici. Iz tega sledi, da dvodelni graf ne vsebuje povezave, ki bi povezovala dve točki iste množice. Lahko pa se množico točk razdeli v dve skupini. 
Dvodelni graf nima cikle z liho dolžino. Enostavni dvodelni graf se označuje z {\displaystyle G=(V,E)\,}
kjer je:
- {\displaystyle V\,} število točk
- {\displaystyle E\,} število povezav

## Značilnosti
- graf, ki nima lihih ciklov, je dvodelen. Dvodelni graf tako nima klik, ki bi imele velikost 3 ali več.
- ciklični graf s sodim številom točk je dvodelen
- vsak ravninski graf (povezave se ne sekajo), kjer je vsako lice v ravninskem prikazu sestavljeno iz sodega števila povezav, je dvodelen
- graf je dvodelen, če se ga lahko obarva z dvema barvama (kromatično število je manjše ali enako 2)
- najmanjša velikost pokritja točk je enaka velikosti največjega ujemanja
- največja velikost neodvisne množice sešteta z največjim ujemanjem je enaka številu točk
- za povezani dvodelni graf je najmanjša velikost pokritja povezav enaka največji velikosti neodvisnih množic
- za povezani dvodelni graf je velikost najmanjšega pokritja povezav prišteta k velikosti najmanjši pokritosti točk, enaka številu točk
- vsak dvodelni graf je popolni graf
- spekter grafa je simetričen, če in samo če je graf dvodelen.

Zgledi dvodelnih grafov so tudi drevesa, hiperkocke in cikli s sodim številom točk.
Če se dve množici {\displaystyle U\,} in {\displaystyle V\,} barva z dvema barvama tako, da so vse točke v {\displaystyle U\,} pobarvane z modro barvo in vse točke v {\displaystyle V\,} z zeleno barvo, potem se vsaka točka konča in začne z različno barvo. Pogosto se dvodelni graf označuje z 

## Ugotavljanje dvodelnosti
Dvodelni graf je povezani graf. Njegovo dvodelnost se lahko definira s sodostjo ali lihostjo razdalje od poljubno izbrane točke. Ena podmnožica točk ima to razdaljo sodo, druga podmnožica pa liho.
Dvodelnost grafa se torej ugotavlja tako, da se določi dve podmnožici {\displaystyle U\,} in {\displaystyle V\,} za vsako povezano komponento grafa in potem se za vsako točko posebej ugotovi, če končne točke pripadajo različnim podmnožicam.